# Jaklovce
Jaklovce (in ungherese Jekelfalva, in tedesco Jeckelsdorf) è un comune della Slovacchia facente parte del distretto di Gelnica, nella regione di Košice.